# Lewoh
Lewoh est l’un des villages de la municipalité d’Alou, située dans le département de Lebialem, dans la Région du Sud-Ouest du Cameroun. Deux villages dans la région sont identifiés par le nom Lewoh. Lewoh (Anya) est le plus peuplé avec une population de 7 176 habitants en 2005, contre 399 pour le second village Lewoh.

## Personnalités
- Linus Asong (1947-2012), romancier camerounais, est né à Lewoh.